# Quan điểm của Tin Lành về Mary

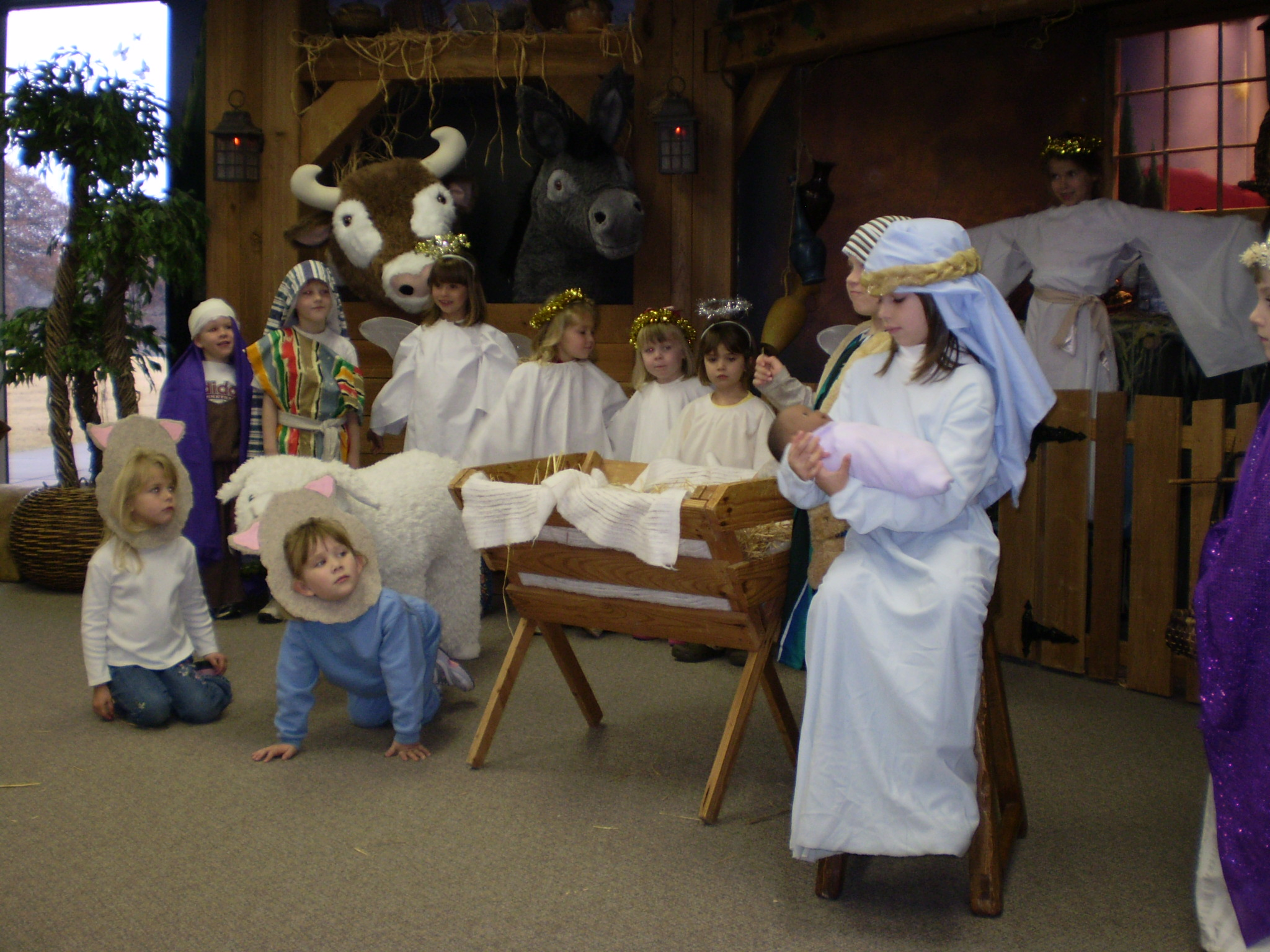
Các em nhỏ diễn kịch Giáng sinh tại nhà thờ Trưởng lão ở tiểu bang Oklahoma, Hoa Kỳ.

Quan điểm của Tin Lành về Mary, bài viết này xem xét các quan điểm về Mary của các đại diện chủ chốt trong phong trào Cải cách tôn giáo như Martin Luther và John Calvin, cũng như của một số nhà thần học Tin Lành cận đại. Mặc dù có rất nhiều tông phái và các nền thần học khác nhau trong Tin Lành, Mary không khác biệt nhiều trong việc giải thích về Đấng Christ, đặc biệt là từ góc độ mẹ của Chúa Jesus.
Quan điểm của Tin Lành về Mary không khác biệt nhiều về mặt thần học. Mary, mẹ của Chúa Jesus chỉ được xem như là một người phụ nữ trung thành đã giúp cho Chúa Jesus Christ, Ngài đã mặc lấy hình hài con người để vượt qua Chủ nghĩa Gnostic (Thuyết Ngộ giáo), không khác biệt nhiều so với khái niệm mẹ Thiên Chúa (Theotokos) trong giáo hội sơ kì vào thế kỉ II. Mary được coi là một con người có những mâu thuẫn nhưng là một người phụ nữ trung thành, và quan điểm này dựa trên vai trò của bà như là mẹ của Chúa Jesus Christ.
Từ thời Cải cách tôn giáo, các quan điểm về Mary của Martin Luther, Huldrych Zwingli và John Calvin đã khác nhau. Giáo hội Cải cách của Calvin đã nhấn mạnh Duy nhất Thánh kinh (sola Scriptura), Duy nhất Đấng Christ (solus Christus) và Duy nhất Đức Chúa Trời vinh hiển (soli Deo gloria), đồng thời không tôn kính Mary. Tông Luther đồng ý gọi Mary là mẹ của Thiên Chúa nhưng dứt khoát từ chối việc cầu nguyện và ca ngợi Mary. Thánh Công hội gọi Mary là mẹ của Thiên Chúa, đồng thời công nhận việc cầu nguyện với Mary.
Quan điểm điển hình của Tin Lành về Mary tập trung vào sự khiêm nhường của bà trước mặt Đức Chúa Trời và vai trò của bà như là một người đầy tớ, người đã mở lòng và vâng lời để Con Đức Chúa Trời có thể mặc lấy bản tính con người.

## Tóm tắt

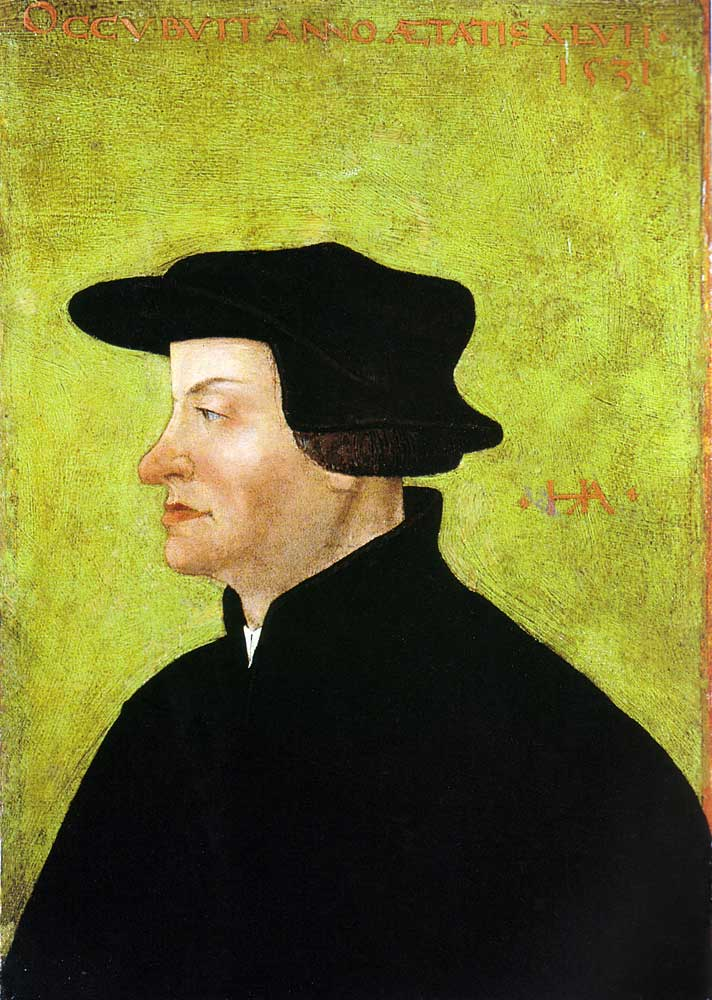
Huldrych Zwingli, nhà cải cách tôn giáo vào thế kỉ XVI.

Quan điểm về sự tôn kính Mary của các nhà cải cách tôn giáo như Martin Luther, Huldrych Zwingli, John Calvin và các nhà thần học Tin Lành khác đều khác biệt nhau. Các nguyên tắc cơ bản của Tin Lành như Duy nhất Thánh kinh, Duy nhất Đấng Christ và Duy nhất Đức Chúa Trời vinh hiển đã duy trì một mức độ tôn kính Mary trong các giáo lí Tin Lành, và điều này được giảng dạy ngắn gọn trong Thánh kinh và các tín điều (Bài tín điều các Sứ đồ, Bài tín điều Nicene).
Sự gia tăng tôn kính Maria trong Giáo hội Công giáo La Mã, cùng với vai trò của Mary như là một người trung gian ân sủng, là vấn đề mà các nhà cải cách tôn giáo đã quan tâm trong thế kỉ XVI.
Tuy nhiên, vì vai trò thực sự của Mary trong cuộc sống và tư cách là mẹ của Chúa Jesus được làm rõ qua việc giải nghĩa Thánh kinh, quan điểm điển hình của Tin Lành về Mary tập trung vào việc bà khiêm nhường và vâng phục trước mặt Đức Chúa Trời, cũng như việc trung thực với lời của Đức Chúa Trời.
Tất nhiên, các giáo phái Tin Lành khác nhau đa phần đều có thái độ phê phán đối với việc tôn vinh Mary. Tuy nhiên, tông Luther lại rất tôn trọng bà.

## Các nhà thần học Tin Lành thời kì đầu
Một số nhà thần học Tin Lành thời kì đầu đã thể hiện sự tôn kính đối với Mary. Martin Luther đã gọi Mary là "người phụ nữ cao quý nhất", còn nói rằng "Chúng ta không bao giờ có thể vinh danh bà đủ mức", và "sự tôn kính Mary được khắc sâu trong trái tim con người", cũng như mọi tín đồ Cơ Đốc giáo "nên tôn kính bà". Calvin đã nói rằng "không thể phủ nhận rằng Đức Chúa Trời đã chọn và trao cho Mary một vinh dự cao cả". Zwingli cũng đã nói rằng "Tôi tôn kính mẹ Thiên Chúa". Như vậy, có thể thấy rằng các nhà thần học Tin Lành thời kì đầu không từ chối sự tôn kính và vinh danh Mary. Thời điểm đó, các vấn đề thần học về Mary vẫn còn đang được thảo luận. Luther, mặc dù đã chấp nhận việc cầu nguyện với Mary ở giai đoạn đầu, nhưng sau khi xảy ra Cải cách tôn giáo, đã từ chối điều đó.

## Thần học Tin Lành

### Duy nhất Thánh kinh
Các tông phái Tin Lành kiên quyết bám sát giáo lí Duy nhất Thánh kinh và tin rằng toàn văn Thánh kinh đều là chân lí mạc khải và vô ngộ của Đức Chúa Trời, là quyền lực tối cao của Hội Thánh, nguồn duy nhất do Thượng đế khải thị, không có bất kì người nào hoặc truyền thống nào có thể thay thế. Do đó, các tín đồ Tin Lành không chấp nhận thần học về Maria của Giáo hội Công giáo La Mã nếu nó không dựa trên Kinh Thánh. Quan điểm chủ yếu của Tin Lành là sự tôn kính Maria của Công giáo La Mã hoàn toàn không dựa trên Kinh Thánh. Các giáo lí của thần học Công giáo La Mã về Maria, như "vô nhiễm nguyên tội", "đồng trinh trọn đời", "hồn xác lên trời", "đấng trung gian" và "đấng đồng cứu chuộc", tất cả đều không được công nhận bởi các giáo phái Tin Lành. Đặc biệt là tôn giáo Chứng nhân Jehovah và Mormon giáo bác bỏ tất cả các giáo lí của thần học Công giáo La Mã về Maria.

### Mẹ Thiên Chúa
Danh hiệu "Mẹ Thiên Chúa" xuất hiện đầu tiên tại Giáo hội Alexandria, sau đó được công nhận tại Giáo hội nghị Ephesus vào năm 431. Nó thực ra là một tuyên bố về sự chính thống của Thuyết Cơ Đốc nhằm phản đối chủ nghĩa Nestorius (en), nó cũng là một danh hiệu sùng kính dành cho Maria được sử dụng rộng rãi trong các nghi lễ của Chính giáo Đông phương, Công giáo La Mã, Giáo hội Chính thống Đông phương, giáo phái Luther và Anh giáo.
Luther phát biểu rằng:
Chúng ta cũng biết rất rõ rằng, Thiên Chúa không nhận được thần tính của Ngài từ Mary; thật sai lầm khi nói rằng Thiên Chúa được sinh ra từ Mary, Thiên Chúa là Con của Mary, và Mary là mẹ của Thiên Chúa.
Tuy nhiên, trong các giáo phái Tin Lành, cụm từ "mẹ Thiên Chúa" đã trở thành chủ đề tranh luận. Calvin đã bày tỏ mối quan tâm sâu sắc về việc sử dụng "mẹ Thiên Chúa" theo cách mê tín. Ngược lại, Karl Barth của trường phái chính thống mới, mặc dù chỉ trích mạnh mẽ thần học về Maria của Công giáo La Mã, nhưng vẫn công nhận Mary là "mẹ Thiên Chúa", cho thấy sự đa dạng trong quan điểm của Tin Lành.

## Các nhà thần học Tin Lành tiêu biểu

### John Wycliffe
John Wycliffe, một nhà cải cách tôn giáo, đã thể hiện lòng sùng kính Mary vào thời kì cuối Trung cổ qua các bài giảng ban đầu của ông. Ông nói: "Tôi cho rằng việc nhận phần thưởng vĩnh cửu mà không có sự trợ giúp của Mary là không thể. Dù vậy, người ta không cần phải yêu cầu sự trợ giúp từ Trinh nữ thánh thiện, bất kể giới tính, tuổi tác, hay địa vị xã hội."

### Martin Luther
Mặc dù Martin Luther đã có nhiều tranh luận với các nhân vật của Giáo hội Công giáo La Mã về Maria và thánh nhân, các nhà thần học đều đồng ý rằng Luther vẫn giữ vững các giáo lí về Mary mà Bảy giáo hội nghị đầu tiên và Giáo hội Công giáo La Mã đã công bố đến thời điểm đó. Luther giữ vững niềm tin rằng Maria là Đồng trinh trọn đời và là mẹ Thiên Chúa. Trong điều 75 của Luận cương 95 điều, Luther gọi Mary là mẹ Thiên Chúa và tuyên bố rằng những ai xúc phạm đến Mary sẽ không được tha thứ. Đặc biệt chú ý đến việc Luther, khoảng 300 năm trước khi tín điều "vô nhiễm nguyên tội" được tuyên bố bởi giáo hoàng Pius IX vào năm 1854, ông đã là một người ủng hộ vững chắc quan điểm này. Những người khác cho rằng Luther trong những năm sau đó đã thay đổi quan điểm của mình về "vô nhiễm nguyên tội", điều này vào thời điểm đó vẫn chưa được định hình rõ trong Giáo hội, tuy nhiên ông vẫn duy trì quan điểm về sự vô tội của Mary trong suốt cuộc đời bà. Luther đã bày tỏ quan điểm tiêu cực về "hồn xác lên trời" của Mary, cho rằng điều này không được nhắc đến trong Kinh Thánh. Đối với ông, điều quan trọng là niềm tin rằng Mary và thánh nhân vẫn tiếp tục sống sau khi qua đời. Qua cuộc đời từ linh mục đến giáo sư và từ giáo sư đến nhà cải cách, Luther đã giảng dạy và dạy dỗ về Mary qua nhiều hình thức, từ sự sùng kính như một đứa trẻ đến những cuộc tranh luận tinh vi. Mặc dù Luther đánh giá Mary như là một tấm gương đức tin, nhưng ông đã chỉ trích các tín đồ của Công giáo La Mã vì các nghi lễ tôn vinh Mary mà làm phai nhạt sự tôn vinh Đức Chúa Trời. Ông cho rằng Giáo hội Công giáo La Mã khuyến khích tổ chức các ngày lễ mừng các thánh nhân và Mary là sự tôn thờ ngẫu tượng.

### John Calvin
John Calvin chấp nhận các giáo lí về Mary như là "đồng trinh trọn đời" và "mẹ Thiên Chúa" trong một ý nghĩa hạn hẹp. Ông tự nhận mình là người thực sự tôn kính Mary một cách sâu sắc, nhưng ông cho rằng các tín đồ Công giáo La Mã đã vi phạm nguyên tắc "Duy nhất Đức Chúa Trời vinh hiển", bởi nó cũng dành cho Mary. Calvin xem Mary cũng như mọi người khác đều cần đến ân điển của Đức Chúa Trời và vì thế không thể trở thành người biện hộ cho các tín đồ. Ông cho rằng nếu Giáo hội Công giáo La Mã gọi Maria là "Nữ hoàng trên trời", thì điều đó trái với ý nguyện của Maria và là sự xúc phạm đối với bà, vì bà là người được tôn vinh mà không phải là Đức Chúa Trời.
Calvin bày tỏ mối lo ngại sâu sắc về việc sử dụng danh hiệu "mẹ Thiên Chúa" (Theotokos) được công nhận bởi Giáo hội nghị Ephesus theo cách mê tín.
Tôi không thể không nghi ngờ rằng có một số sự thiếu hiểu biết trong cách diễn đạt "Mary là mẹ của Thiên Chúa" là một trong những lí do khiến họ bị chỉ trích. Tôi không thể che giấu rằng việc thường xuyên sử dụng danh hiệu đó khi nói về trinh nữ Mary là một thói quen xấu; đối với tôi, tôi không thể coi phát ngôn như vậy là tốt, phù hợp hay thích hợp... Bởi vì việc gọi Mary là mẹ của Thiên Chúa đã củng cố sự mê tín của người dân.
Trái lại, Calvin cho rằng danh hiệu "mẹ của Chúa Jesus" có cơ sở từ Kinh Thánh, dựa trên việc trong Tân Ước, "Nhân đâu ta được sự vẻ vang nầy, là mẹ Chúa ta đến thăm ta?" (Lu-ca 1:43). Calvin cũng thường dùng danh hiệu "Trinh nữ Mary" trong các tác phẩm của mình, không chỉ gọi đơn giản là Mary. Ông cũng tin rằng Mary là trinh nữ trước và sau khi sinh Chúa Jesus, và không có quan hệ tình dục với Giô-sép.

### Karl Bath
Karl Barth là một nhà thần học Tin Lành nổi bật của thế kỉ XX đại biểu cho chủ nghĩa Calvin. Barth, người đã hiểu rõ các giáo lí và truyền thống được chấp nhận chung trong Giáo hội sơ khai, hoàn toàn chấp nhận giáo lí Mary là mẹ của Thiên Chúa. Theo ông, vì Chúa Jesus Christ đã nhận nhân tính qua Mary, và thông qua Chúa Jesus Christ, Mary trở thành mẹ của Thiên Chúa. Barth cũng chấp nhận giáo lí về việc Maria thụ thai và sinh Chúa Jesus trong tình trạng đồng trinh. Điều này có nghĩa là Chúa Jesus không có người cha về mặt thể xác, và với tư cách là Con của Đức Chúa Trời thì không có người mẹ theo nghĩa thần thánh. Barth khẳng định rằng việc Mary thụ thai không phải do một thần linh khác mà là do Đức Thánh Linh, một sự thụ thai theo nghĩa tâm linh, không phải là thụ thai về mặt thể xác. Barth coi Mary là người đầy ân điển, nhưng ân điển này không phải là điều bà đạt được mà hoàn toàn được ban cho. Ông đồng tình với quan điểm truyền thống về sự "đồng trinh trọn đời" của Mary sau khi sinh Chúa Jesus, nhưng ông nhấn mạnh rằng điều này là để bảo vệ học thuyết Cơ Đốc, chứ không phải vì lợi ích của cá nhân Mary. Barth cũng chỉ trích Giáo hội Công giáo La Mã vì nó đã vượt qua lằn ranh đỏ về tôn kính Mary và vi phạm Mười điều răn là tôn thờ ngẫu tượng.

### James Dunn
James Dunn, nhà nghiên cứu Tân Ước, đã thảo luận về thánh truyền "dulia" của Công giáo La Mã và việc tôn vinh Maria trong các tác phẩm của Augustine và Aquinas, đồng thời đề cập rằng việc sử dụng từ δουλεία (phát âm là dulia) trong Tân Ước luôn được sử dụng theo nghĩa tiêu cực. Ông phát biểu:
Douleia chỉ xuất hiện với ý nghĩa 'nô lệ, phục tùng', và luôn ở một nghĩa tiêu cực – nô lệ của sự hư nát (Rô-ma 8:21), ách nô lệ dưới luật pháp (Ga-la-ti 5:1), tôi mọi vì sợ chết (Hê-bơ-rơ 2:15)" cũng như là ma quỷ (Hê-bơ-rơ 2.14–15), [cái chết của Chúa Jesus] phá vỡ quyền lực của kẻ nắm giữ quyền lực của cái chết—tức là ma quỷ—15 và giải thoát những người suốt đời sống trong sự nô lệ vì sợ cái chết").

#### Cách sử dụng chữ "δουλεία" trong Tân Ước
| Rô-ma 8:15    | Thật vậy, anh em đã không nhận lấy tinh thần làm nô lệ (douleias \| δουλείας \| gen sg fem) để cứ sống trong sự sợ hãi, nhưng đã nhận lấy tinh thần làm con nuôi, và nhờ đó, chúng ta gọi rằng: “A-ba! Cha!” |
| Rô-ma 8:21    | chính muôn vật rồi đây cũng sẽ được giải phóng khỏi thân phận nô lệ (douleias \| δουλείας \| gen sg fem) cho sự hư nát, để chung hưởng sự tự do trong vinh quang của con cái Đức Chúa Trời.                  |
| Ga-la-ti 4:24 | Điều nầy ngụ ý rằng hai người nữ đó là hai giao ước. Một là giao ước tại núi Si-na-i, sinh con ra để làm nô lệ (douleian \| δουλείαν \| acc sg fem), đó là A-ga.                                             |
| Ga-la-ti 5:1  | Đấng Christ đã giải phóng để chúng ta được tự do. Vậy hãy đứng vững, đừng đặt mình dưới ách nô lệ (douleias \| δουλείας \| gen sg fem) một lần nữa.                                                          |
| Hê-bơ-rơ 2:15 | và giải phóng mọi người vì sợ chết (douleias \| δουλείας \| gen sg fem) mà sống trong nô lệ (douleias \| δουλείας \| gen sg fem) suốt đời.                                                                   |

## Chú ý
1. ↑  Thuyết Cơ Đốc (chữ Anh: Christology), hoặc gọi là Cơ Đốc luận, Thuyết Christ, Thuyết Ki-tô, là lí luận xoay quanh hình tượng trung tâm là Chúa Jesus Christ, nền tảng của Giáo hội. Kinh Thánh ghi chép rằng, Chúa Giê-xu đã hỏi các môn đồ: "Còn các ngươi thì xưng Ta là ai?" (Tin lành Ma-thi-ơ 16:15), câu trả lời của các môn đồ cũng được Chúa Giê-xu chấp nhận. Tuy nhiên, Thuyết Christ từ khi Giáo hội phát triển đã luôn làm dao động Giáo hội, là chủ đề biện luận của các nhà thần học, cũng như là chiến trường tấn công hoặc phòng thủ giữa chính thống và dị giáo; hơn nữa, nó còn là điểm bùng phát của sự phân liệt giữa Giáo hội phương Đông và Giáo hội phương Tây trong thời kì đầu. Năm 325, Giáo hội nghị Nicaea I đã tuyên bố Đấng Christ là Đức Chúa Trời toàn vẹn, nhằm chống lại giáo phái Arius. Tuy nhiên, Giáo hội vẫn chưa bao giờ yên bình, bởi trong Giáo hội có nhiều quan điểm khác nhau về mối quan hệ giữa nhân tính và thần tính của Đấng Christ, và những cuộc đấu tranh chính trị vẫn đang tiếp diễn. Mãi cho đến Giáo hội nghị Chalcedon năm 451, Giáo hội mới công nhận "Đấng Christ là con người hoàn toàn". Đấng Christ là Đức Chúa Trời thật và là Người thật, với hai căn tính thần-nhân, "không trộn lẫn, không cải biến, không phân li, không tách rời". Tuy nhiên, Giáo hội vẫn chưa bao giờ yên ổn, mà còn nẩy sinh tranh luận về "Làm thế nào kết hợp hai căn tính trong thân vị Đấng Christ". Giáo hội phương Đông và Giáo hội phương Tây vì phương thức giải nghĩa Kinh Thánh khác nhau nên đã có những quan điểm khác nhau về hai bản tính của Đấng Christ, dẫn đến những cuộc đấu tranh thần học và chính trị. Nhân vật tiêu biểu cho trường phái Antioch là Nestorius, còn trường phái Alexandria là Cyril.